# Arruncio Celso
Arruncio Celso  fue un gramático latino, probablemente de la segunda mitad del siglo IV. Comentó el Formión de Terencio y es mencionado por varios gramáticos posteriores, entre ellos Julio Romano. Podría ser el mismo Arruncio Celso que comentó a Virgilio.